# Danh sách đĩa nhạc của Mỹ Linh

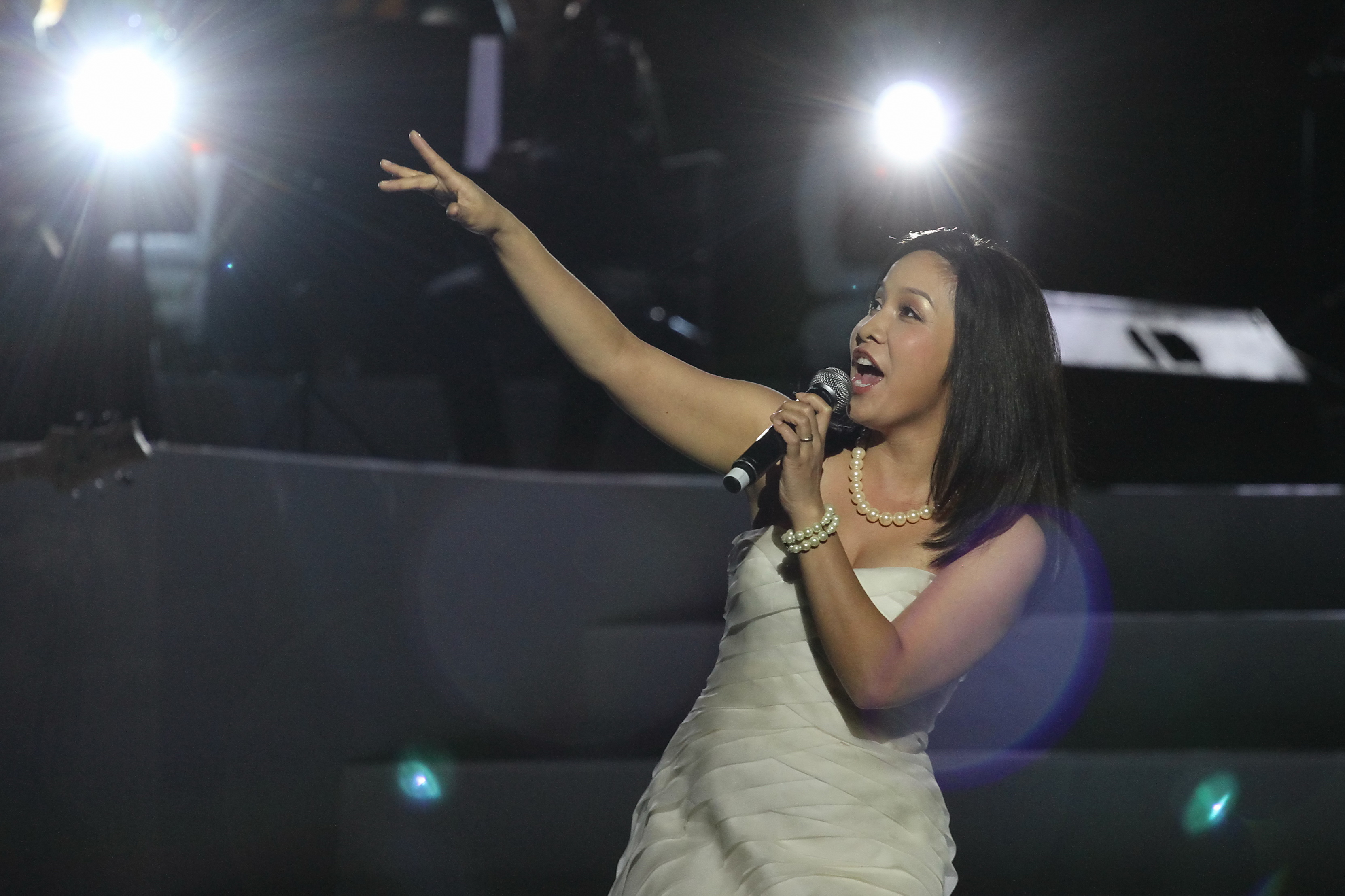
Nữ danh ca Mỹ Linh

Mỹ Linh sinh năm 1975, là ca sĩ nhạc nhẹ Việt Nam. Cô là một trong những nghệ sĩ V-pop bán đĩa chạy nhất mọi thời đại, với doanh số hơn 2 triệu bản thu âm trên toàn quốc. Năm 2003, Mỹ Linh trở thành giọng ca người Việt đầu tiên nhận được lời đề nghị kí hợp đồng thu âm từ hai công ty giải trí của Mỹ là Blue Tiger và Maximus Studios. Cô cũng dành được thành tích lớn tại Nhật Bản, khi album "Made in Vietnam" đạt vị trí số một trên bảng xếp hạng "Album của tháng" vào năm 2007. Năm 2014, Mỹ Linh được Giải thưởng Âm nhạc Quốc tế đề cử ở hạng mục "Nữ nghệ sĩ xuất sắc nhất thế giới".
Được mệnh danh là "Nữ hoàng R&B Việt Nam" và "Nữ hoàng nhạc Xuân", Mỹ Linh nổi tiếng với những màn trình diễn giọng hát đầy nội lực và kĩ thuật ở nhiều dòng nhạc khác nhau. Thành công của cô đã mở ra trào lưu thực hiện các sản phẩm âm nhạc qua máy tính tại Việt Nam. Không chỉ là người tiên phong với dòng nhạc R&B, Mỹ Linh còn mở đường trong việc xây dựng một phong cách làm việc chuyên nghiệp ở nước ta khi có riêng một ê-kíp âm nhạc, mỗi album đều được thực hiện thống nhất từ ý tưởng đến hòa âm, phối khí và hình ảnh.
Trong suốt sự nghiệp của mình, Mỹ Linh đã phát hành 15 album phòng thu. Trong đó album Tóc ngắn, phát hành năm 1998, đánh dấu sản phẩm đầu tiên cô hợp tác với ban nhạc Anh Em đã trở thành một cú hích mạnh với thị trường nhạc nhẹ, khi trước đó chưa một nghệ sĩ, một ê-kíp nào thực hiện một sản phẩm trẻ trung, chất lượng song không hề xa với thẩm mĩ đại chúng. Album đã sản sinh ra nhiều bản hit lớn, được mọi thế hệ khán giả yêu thích như "Hương ngọc lan", "Chuyện tình" và "Trưa vắng". Hiện album này đã bán được hơn 200 nghìn bản, trở thành một trong những album bán chạy nhất lịch sử nền âm nhạc Việt Nam. "Tóc ngắn" đã mở ra hiện tượng văn hóa "Bắt chước Mỹ Linh", khi mà phần lớn các cô gái lúc bấy giờ đều ưa chuộng kiểu tóc ngắn và phong cách ăn mặc của cô. Trong giai đoạn cuối năm 1998 tới năm 2000, việc các bậc phụ huynh đặt tên con gái là "Mỹ Linh" cũng đã trở thành xu hướng lúc bấy giờ.
Trong thế kỉ 21, Mỹ Linh tiếp tục gặt hái nhiều thành công với các album Vẫn mãi mong chờ (2000), Made in Vietnam (2003), Chat với Mozart (2005), Để tình yêu hát (2006) và Tóc ngắn Acoustic: Một ngày (2011). Đặc biệt album Chat với Mozart đã trở thành một dấu mốc lớn trong sự nghiệp của Mỹ Linh, khi bán được hơn 20 nghìn bản trong tuần đầu (120 nghìn bản cho tới năm 2019) và thắng giải Cống hiến năm 2005 ở hạng mục Album của năm.

## Album phòng thu
- 10 tình khúc Bảo Phúc - Anh Thoa (1995)
- Vẫn hát lời tình yêu (1996)
- Xin mặt trời ngủ yên (1996)
- Cho một người tình xa (1996)
- Tiếng hát Mỹ Linh (1997)
- Mùa thu không trở lại (1998)
- Chiều xuân (1998)
- Còn mãi tìm nhau (1999)
- Tóc ngắn (1999)
- Tóc ngắn Vol. 2: Vẫn mãi mong chờ (2000)
- Made in Vietnam (2003)
- Chat với Mozart (2005)
- Để tình yêu hát (2006)
- Tóc ngắn Acoustic: Một ngày (2011)
- Chat với Mozart Vol. II (2018)

## Album hợp tác
- Hà Nội mùa vắng những cơn mưa - với Lê Dung, Cẩm Vân, Thanh Lam, Hồng Nhung, Thu Hà, Thùy Dung và Thanh Long (1996)
- Hãy cùng hát - với Lam Trường và Trung Kiên (1997)
- Hãy cùng hát 2 - với Thu Phương, Huy MC và Trung Kiên (1997)
- Hà Nội mùa lá bay: Hanoi Gold Melodies - với Ngọc Tân, Thu Phương và Tam ca Áo trắng (1997)
- Có một chiều như thế - với Thanh Lam và Hồng Nhung (1997)
- Bốn giọng ca vàng - với Thanh Lam, Hồng Nhung, Thu Phương (1997)
- Đóa hoa vô thường - với Cẩm Vân, Thanh Lam, Hồng Nhung, Tam ca 3A, Khắc Triệu, Tam ca Áo trắng và Bảo Phúc (1997)
- Hãy cùng hát 3 - với Lam Trường, Thu Phương, Khánh Du và Trung Kiên (1998)
- Có những chiều nghe rất lạ - với Thanh Lam, Hồng Nhung và Phương Thanh (1998)
- Noel đầu tiên (1999) (với Thanh Lam, Hồng Nhung)
- Tóc ngắn thương lắm tóc dài ơi (1999) (Bằng Kiều)
- Ngồi hát ca bềnh bồng - với Thanh Lam, Hồng Nhung, Thu Phương, Bằng Kiều và Thế hệ mới (1999)
- Neo đậu bến quê (album nhạc sĩ An Thuyên) - với Thu Hiền, Tấn Minh, Vân Khánh, Quang Linh, 2M, Hồng Ngọc và Bông Mai (2001)
- Nét ca trù ngày xuân - với Thanh Lam, Hồng Nhung, Bằng Kiều, Phương Thanh, Trần Thu Hà, Tam ca MTM, Nhóm con gái, và Xuân Phú (2001)
- Môi hồng đào 3 - với Thanh Lam, Hồng Nhung, Thu Phương và Trần Thu Hà (2002)
- Hướng về Hà Nội (2003) (với Hồng Nhung)
- Lời của gió (2010) (với Hồng Nhung)

## Album biên tập
- Tình 2000 (2000)
- Hà Nội mùa thu sớm (2001)

## Đĩa đơn
- "Trên Đỉnh Phù Vân" (1997)
- "Hát thầm" (1999)
- "Mùa Đông Sẽ Qua" (2002)
- "Khúc giao mùa" (2002) (cùng Minh Quân)
- "Vì một thế giới ngày mai" (2003)
- "Hát cho người tình xanh" (2008)
- "Đẹp Cho Cuộc Sống" (2016)
- "d r e a m i n g" (2019) (cùng Mr A và Machiot)
- "Tóc ngắn ngắn - WeChoice Awards (2024) (cùng Liu Grace và DuongK)

## DVD
- Tiếng hát Mỹ Linh (1997)
- Tóc ngắn (2000)
- Mỹ Linh Tour '06 (2007)
- Cảm xúc mùa thu (2012)
- Thời Gian Tour (2019)